# Ерин (линеен кораб, 1913)
Ерин (на английски: HMS Erin) е британски линеен кораб (дреднаут). Първоначално е заложен като „Решад V“, обаче поради започването на Първата световна война е реквизиран от Британското Адмиралтейство и влиза в състава на КВМСВ като „Ерин“. Ерин (на английски: Erin) е древното название на Ирландия. Реквизирането на HMS Agincourt и HMS Erin предизвиква недоволство на общественото мнение в Турция и служи за една от причините за присъединяването на Турция към съюза на Германската империя и Австро-Унгария.

## Предшестващи събития
След поражението си в Първата балканска война правителството на Османската империя приема програма за възстановяване на военноморския си флот. В рамките на тази програма, през август 1911 г., на британските компании Vickers Limited и Armstrong Whitworth са поръчани два линкора-дредноута „Султан Осман“ и „Решадие“. Завършването на тяхното построяване е планирано за юли 1914 г. Финансирането на строителството се води за сметка на общонационално събиране на пожертвувания. Новите линкори трябва да осигурят на османския флот преимущество над руския черноморски флот и гръцкия флот в Егейско море.

## Построяване
Заложен е на 1 август 1911 г. На 3 септември 1913 г. е спуснат на вода. Строителството му е завършено през август 1914 г. На 2 август 1914 г. е реквизиран с постановление на Британския кабинет на министрите. На 22 август е преименуван на „Ерин“ и е зачислен в състава на кралския флот.
Реквизирането на HMS Agincourt и HMS Erin предизвиква недоволство сред общественото мнение в Турция.

## Конструкция
Конструкцията на кораба е близка до конструкцията на корабите от серията King George V.
Вътрешната компоновка, направена според желанията на купувача, не съответства на британските стандарти. В частност, ужас предизвикват условията за обитаване на екипажа. Малките каютки за младшите офицери и тяхната каюткомпания, срещу вратата на галюна, рязко контрастират с разкошните салони на адмирала и командира. След зачисляването му в състава на Кралския флот е проведено препланиране на помещенията.

### Корпус
Кораба има полубачна архитектура, с полубак продължаващ на три четвърти от дължината, и представлява устойчива артилерийска платформа. Отношението L/B (дължина към ширина) на корпуса съставя 5,7 срещу 6,2 на „Кинг Джордж V“.
Корпуса е разделен на 22 водонепроницаеми отсека. Двойното дъно е постановено на 78% от дължината на кораба.
Нормалната водоизместимост съставя 22 780 дълги т, пълната водоизместимост – 25 250 д. т. Дължината между перпендикулярите съставя 160 м, по конструктивната водолиния – 168,5 м, максималната – 170,5 м. Ширината на корпуса е 28 м, газенето при нормална водоизместимост е 8,69 м.
Фактическата метацентрична височина при нормална водоизместимост съставя 1,87 м, при пълен товар е 2,14 м.

### Силова установка
Нормалният запас въглища е 900 д. т, а максималният е 2120 д. тон. Нефт – 710 д. тона.

### Брониране
Като цяло е аналогично на „Кинг Джордж V“, но кораба има непрекъснати противоторпедни прегради.
Основният вертикален брониран пояс има дължина от траверса в центъра на носовия барбет на кула „А“ до траверсата в центъра на кърмовия барбет на кула „Y“. Той се разполага на височина от нивото на горната палуба до ниво 1,11 м под водолинията при нормална водоизместимост и е набран от плочи с различна дебелина, направени от легирана круповска стомана с повърхностна цементация. Главния броневи пояс с дължина 99,6 се състои от два отделни пояса – 305-мм долен, защитаващ водолинията до нивото на средната палуба, и 229-мм горен, разполагащ се по височина от средната палуба до нивото на главната палуба.
Горният 203-мм броневи пояс има същата дължина, каквато е и на главния пояс, а по височина се разполага от главната до горната палуби. Общата височина на вертикалното брониране съставлява 6,86 м.
Главният броневи пояс (305 мм-229 мм) има продължение в носовата част при същата височина (на нивото на главната палуба), каквато е и в средата на кораба – от началото на траверса в центъра на носовия барбет на кула „А“ с дебелина 152 мм и дължина 9,15 м, след това нататък с дебелина 102 мм, без да достига до форщевена на около трета от разстоянието между него и барбета. В кърмата главният броневи пояс (305-мм и 229-мм) продължава също на нивото на главната палуба от траверсата в центъра на кърмовия барбет „Y“ с дебелина 102 мм, без да достига до ахтерхщевена на половината разстояние, общата дължина на пояса е 140 м.
Главните носови и кърмови броневи траверси са разположени по следния начин: в носовата част 203-мм напречна преграда закрива края на горния (203-мм) броневи пояс от главната до горната палуби и края на горната (229-мм) част на главния броневи пояс от средната до главната палуби и се разполага наклонено навътре от краищата на 203-мм и 229-мм броневи пояса към барбета на кула „А“; 152-мм носова преграда закрива краищата на главния 305-мм броневи пояс от долната до средната палуба и се разполага наклонено навътре от краищата на главния броневи пояс към външната повърхност на барбета на кула „А“.
В кърмовата част 203-мм напречна преграда затваря краищата на горния (203-мм) броневи пояс от главната до горната палуби и се разполага наклонено навътре от края на 203-мм броневи пояс към центъра на барбета на кула „Y“; 305-мм кърмова преграда затваря краищата на главния (305-мм и 229-мм) броневи пояс от долната до главната палуби и е разположен наклонено навътре от краищата на главния брониран пояс к външната повърхност на барбета на кула „Y“.
Четирите палуби имат защита от никелирана стоманена броня. Палубата на полубака и горната палуба са с 38 мм дебелина, средната палуба е 25 мм по плоскостта и на скосовете, с увеличение до 76 мм над машините и погребите. Носовия и кърмовия скосове, дебелината на които съставлява 76 мм, минават на нивото на долната палуба. Общото тегло на тази броня съставлява 2683 тона (цялата броня е по-тънка от 5").
Челната и страничните части на кулите са с 279 мм дебелина, тила е 203 мм, покрива – 102 мм в наклонената и 76 мм в плоската части.
Бронята на барбетите е 254 мм над палубата, 229 мм под палубата и 76 – 127 мм под следващата палуба (в зависимост от степента на защитата, осигурявана от другите брониращи конструкции: палуба, бордова броня, или съседните кули). Рубката получава 305 мм брони от три страни, 102 мм по кърмата и 102 мм покрив. Общото тегло на вертикалната броня е 4207 дълги тона (4275 т).

### Въоръжение
На кораба доста удачно е разположено въоръжението, което се оказва по-мощно, отколкото на по-големия дредноут „Айрън Дюк“.

#### Артилерия на главния калибър
Основното въоръжение на HMS Erin са десет 343-мм 45-калибрени оръдия Мк. VI, поставени в пет кули по диаметралната плоскост. Общата дължина на оръдието със затвора е 15 898 мм, на нарезната част – 12 871 мм. Теглото на оръдието без затвора е 77 000 кг. Традиционно за британския флота скрепяването на ствола се осъществява с тел. Затвора е бутален, система Уелин, зареждането е картузно. Оръдията имат 68 нареза с постоянна извивка от 30 калибра.
Заряда се състои от 134,8 кг нитроглицеринов-пироксилинов бездимен барут марка „кордит MD“, позволяващ да се засили 635-кг бронебоен снаряд до начална скорост около 745,2 м/с (762 при „Кинг Джордж V“). В боекомплекта влизат фугасни и бронебойни снаряди с балистично калпаче. Стволовете на оръдията след всеки изстрел се продухват със сгъстен въздух.
Ъгъл на подем на стволовете на оръдията съставлява от −3° до +20°. Стрелбата с бронебойния 635-кг снаряд на максималния ъгъл на възвишение на ствола на оръдието осигурява далечина на стрелбата равна на 21 298 м (21 781 м при „Кинг Джордж V“). Зареждането е възможно при произволен ъгъл на подем на стволовете, а скорострелността съставлява около 1,5 изстрела в минута.
Сектора на стрелба за кърмовите кули съставлява 300°, за първата носова (кула „А“) 290°, за втората (кула „B“) 280°. Централната кула „Q“ има ъгли на стрелба от 30° до 150° по всеки борд. Боезапаса в мирно време се състои от 80 снаряда на ствол.
Снарядните погреби за всички кули са разположени под зарядните. Всеки погреб в случай на пожар е снабден със система за оросяване и система за наводняване чрез кингстони.

#### Противоминна артилерия
Шестнадесетте казематни 152-мм оръдия образец MK.XVI с разделно зареждане, с дължина на канала на ствола от 50 калибра (7600 мм), са разположени по две в осем доста просторни каземата в средата на кораба. Те стрелят със снаряди с тегло 45,4 кг с начална скорост 914 м/сек на далечина до 80 кабелтови със скорострелност до 7 изстрела в минута. В общия боекомплект за 152 мм оръдия съставляващ 2400 изстрела или по 150 на оръдие влизат фугасни полубронебойни снаряди и шрапнел.

## Служба
„Ерин“ участва в Ютландското сражение. Плава четвърти в първата походна колона, оглавявана от линейния кораб „Кинг Джордж V“. Не получава повреди и загуби.

## Коментари
1. ↑  Наречени са в чест на основателя на Османската империя Осман I и управляващия султан Мехмед Решад